# Divaena haywardi
Divaena haywardi ist eine Schmetterlings-Art aus der Familie der Eulenfalter (Noctuidae).

## Merkmale

### Falter
Die Flügelspannweite der Falter beträgt 33 bis 37 Millimeter. Die Farbe der Vorderflügeloberseite variiert von hell rötlich bis zu rotbraun. Querlinien sowie Ring- und Nierenmakel sind deutlich gezeichnet und weiß angelegt bzw. gerandet. Die Hinterflügeloberseite ist kräftig gelb gefärbt, am Außenrand mit einem breiten schwarzen Band versehen und zeigt zwei schwärzliche Linien, die von der Basalregion bis zum Außenrand verlaufen. Der schwarze, halbmondförmige Diskalfleck ist zuweilen undeutlich ausgebildet. 

### Raupe
Ausgewachsene Raupen sind hellbraun bis dunkelbraun gefärbt und schwarzbraun gerieselt. Die breiten Seitenlinien haben eine cremig weiße Farbe. 

## Verbreitung und Lebensraum
Die Art ist im Südosten Europas und im Westen Asiens lokal verbreitet. Ihre Höhenverbreitung reicht vom Meeresspiegel bis auf 1900 Meter. Hauptlebensraum sind trockene, heiße Buschlandschaften und lichte Kiefernwälder.

## Lebensweise
Die Flugzeit der nachtaktiven Falter fällt in die Monate Juni bis September. Sie besuchen gerne künstliche Lichtquellen sowie Köder. Über die Nahrungspflanzen der Raupen im Freiland liegen keine Erkenntnisse vor. Bei Zuchten wurden Löwenzahn- und Latticharten (Lactuca) sowie verschiedene Gräser und Vogelknöterich (Polygonum aviculare) als Nahrung angenommen. 